# ترینیتی توماس

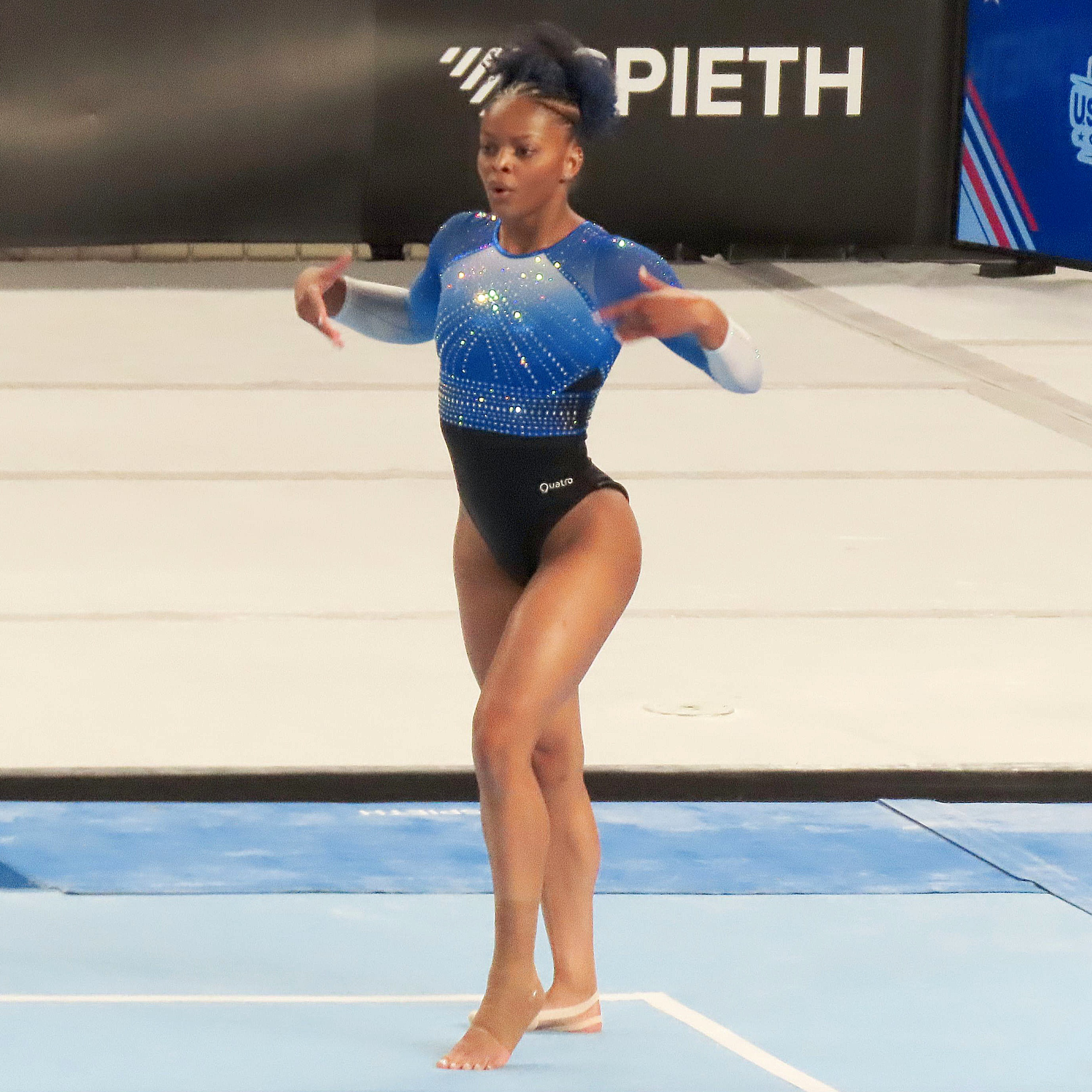
ترینیتی توماس در سال 2024

ترینیتی لمیرا توماس (زاده ۷ آوریل ۲۰۰۱) یک ژیمناستیک هنری آمریکایی و چهار بار عضو تیم ملی (۲۰۱۶–۲۰) است. او عضو تیم برنده مدال طلا در مسابقات قهرمانی ژیمناستیک پان آمریکن ۲۰۱۸ بود، جایی که او همچنین مدال نقره را در انفرادی همه‌جانبه و روی میله‌های ناهموار، و همچنین برنده مدال برنز در تیر تعادل و تمرینات کف در مسابقات قهرمانی کشور ۲۰۱۷ او یکی از اعضای تیم ژیمناستیک زنان فلوریدا گیتورز بود. یکی از موفق‌ترین ژیمناست‌های اتحادیه ورزش‌های دانشگاهی در تاریخ، توماس حرفه دانشگاهی خود را با رکورد ۲۸ امتیاز کامل-۱۰ و رکوردشکنی پنج ژیمناسلم (نمرات کامل ۱۰ در هر دستگاه) به پایان رساند.

## اوایل حرفه ژیمناستیک

### ۲۰۱۱–۲۰۱۲
توماس تمرینات ژیمناستیک را در سال ۲۰۰۸ و در سن ۷ سالگی آغاز کرد - شروعی نسبتاً دیر برای یک ژیمناستیک در سطح نخبه. در سال ۲۰۱۱، با تمرین در اسکایلاین ژیمناستیکس در یورک، قهرمان ایالت پنسیلوانیا برای سطح ۷ در همه‌جانبه بود. او به رسیدن به سطح ۸ اکتفا نکرد بلکه آماده شد تا به عنوان یک ژیمناستیک سطح ۹ رقابت کند و در مسابقات منطقه ای ۲۰۱۲ دوم شد. در مسابقات قهرمانی شرقی سطح ۹ در مریلند در سال ۲۰۱۲، او در مسابقات همه‌جانبه چهارم شد. او با هم تیمی آینده خود سیدنی جانسون-شارپف رقابت کرد.

### ۲۰۱۳–۲۰۱۴
برای فصل ۲۰۱۳، توماس به آکادمی ورزشی هنری پلاس در هریسبورگ، پنسیلوانیا نقل مکان کرد و به سطح ۱۰ رفت. او سوم در ایالات، نهم در رجینالز و که این رتبه‌ها باعث شد تا به مسابقات جونیتراه پیدا کند. در مسابقه ای که در مینیاپولیس، مینه سوتا برگزار شد، توماس در مسابقات همه‌جانبه چهارم شد و قهرمان ملی شد.
در سال ۲۰۱۴، پس از انتقال به ژیمناستیک پرستیژ در لنکستر، او تنها در سه مسابقه در مسابقات قهرمانی ایالت پنسیلوانیا شرکت کرد.

## پیگیری ژیمناستیک به صورت حرفه‌ای
در فوریه ۲۰۱۵، توماس با اجرای خود در مسابقات انتخابی نخبگان کلاسیک WOGA به عنوان یک ژیمناست بین نخبگان بین‌المللی نوجوان واجد شرایط شد.

### ۲۰۱۷
توماس در سال ۲۰۱۷ واجد شرایط سنی برای مسابقات در سطح ارشد شد. او اولین بازی بین‌المللی خود را در سال ۲۰۱۷ در جام شهر جسولو انجام داد. او در این بازی نقش مهمی در اول شدن ایالات متحده داشت در ژوئیه توماس در مسابقات کلاسیک ایالات متحده ۲۰۱۷ شرکت کرد. او فقط روی میله‌های ناهموار و تعادل مسابقه داد که در هر کدام سوم شد. بعداً در تابستان، توماس در مسابقات قهرمانی ملی ژیمناستیک ایالات متحده در سال ۲۰۱۷ شرکت کرد که در آن پس از راگان اسمیت، جردن چیلز، و رایلی مک‌کاسکر، ششم در میله‌ها، و سوم در تیر و کف، چهارم شد. در نتیجه، او به تیم ملی بزرگسالان معرفی شد و برای شرکت در اردوی انتخابی تیم جهان دعوت شد. پس از دو روز آزمایش، چیلس و توماس به عنوان جایگزین غیر مسافرتی برای مسابقات جهانی ژیمناستیک هنری ۲۰۱۷ انتخاب شدند.

### ۲۰۱۸
در آغاز سال، توماس برای شرکت در جام جهانی توکیو انتخاب شد، جایی که او پشت سر مای موراکامی از ژاپن نقره گرفت. در ماه آوریل او دعوت دانشگاه فلوریدا و تیم ژیمناستیک آنها را پذیرفت. در آگوست توماس در مسابقات قهرمانی ملی ژیمناستیک ایالات متحده در سال ۲۰۱۸ شرکت کرد، جایی که در همه‌جانبه هشتم، چهارم در میله‌ها، و ششم در تیر و زمین قرار گرفت و یک بار دیگر به تیم ملی بزرگسالان معرفی شد. در ۲۰ آگوست ۲۰۱۸، توماس به تیم معرفی شد تا در مسابقات قهرمانی پان آمریکا در کنار گریس مک‌کالم، جید کری، کارا ایکر و شیلس جونز شرکت کند. در آنجا او طلا را در فینال تیمی و نقره را در مسابقات همه‌جانبه و روی میله‌های ناهموار به دست آورد. توماس برای حضور در کمپ انتخابی تیم جهان دعوت شد اما نپذیرفت.